# Rivolta contadina del 1907 (Romania)
La rivolta dei contadini rumeni del 1907 è stata una ribellinone popolare sviluppata in Romania tra il 21 febbraio e il 5 aprile 1907; cominciando nella Moldavia settentrionale, dopo tre settimane si è diffusa rapidamente, raggiungendo la Valacchia e fino a Oltenia. La causa principale era il malcontento dei contadini circa l'iniquità della proprietà della terra, nelle mani di pochi grandi proprietari terrieri.
Dopo la caduta del governo del partito conservatore, il 12 marzo, il nuovo governo liberale ha schiacciato violentemente la rivolta con l'aiuto dell'esercito rumeno, uccidendo migliaia di contadini.

## Sfondo

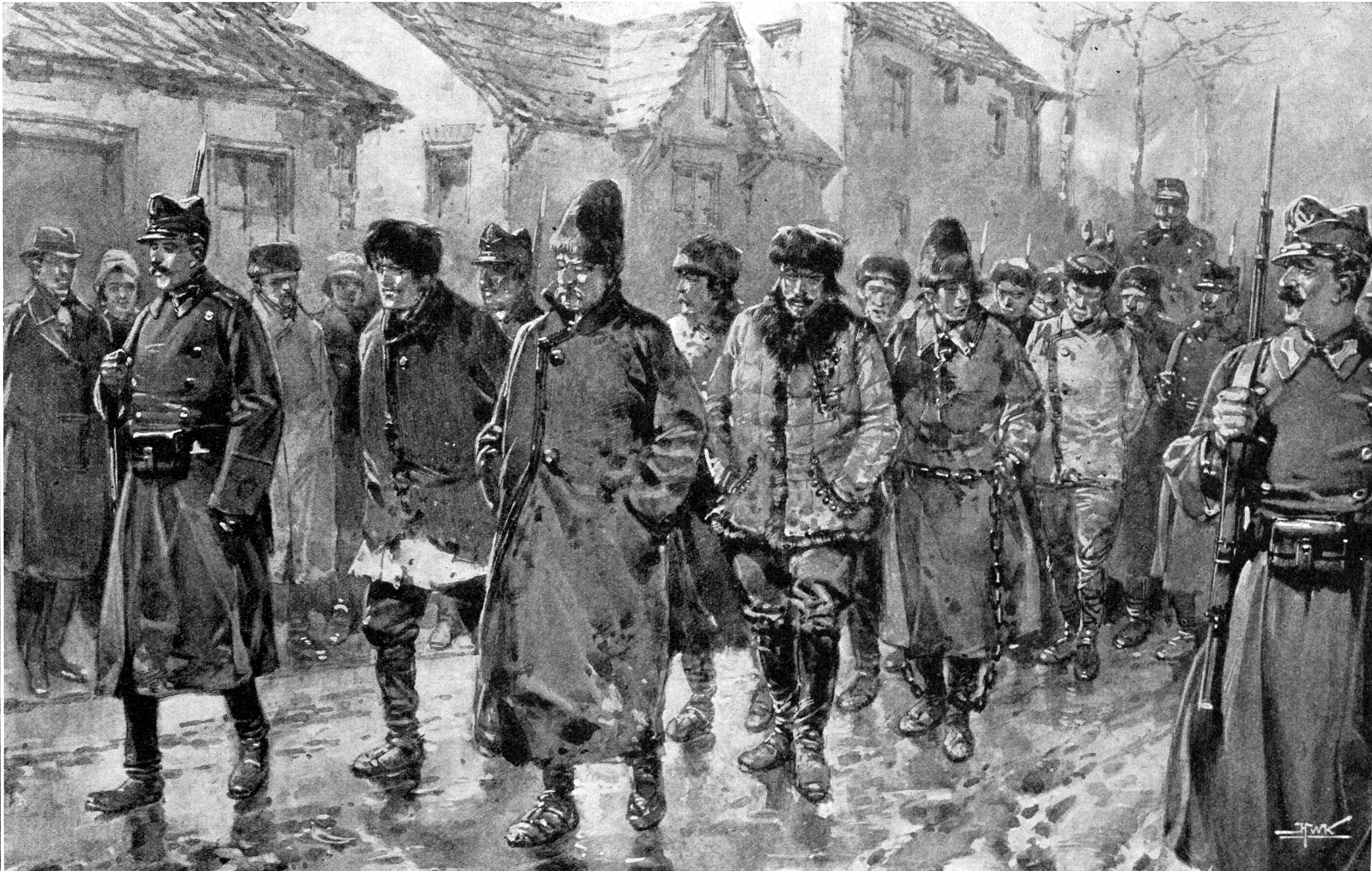
Fanteria scortando i prigionieri attraverso Piatra Neamţ (The Illustrated London News)

Le riforme agrarie del 1864 diedero ai contadini i pieni diritti di proprietà su una parte della terra per la quale in precedenza avevano solo il diritto di uso. Tuttavia, anche dopo queste riforme i contadini rimasero dipendenti dai proprietari terrieri locali. Inoltre, la popolazione contadina stava crescendo rapidamente, portando a una rapida riduzione delle proprietà: da una proprietà familiare media di 3,42 ettari nel 1896 a 3,27 ha nel 1905 e 3,06 ettari nel 1907. Lo stato era anche un grande proprietario terriero; tuttavia le sue politiche per la vendita della terra spesso non favorivano i contadini più poveri, che avevano il maggior bisogno di terra.
Avendo bisogno di integrare i loro possedimenti ridotti, i contadini furono costretti a usare i terreni dei latifondisti. Man mano che la popolazione cresceva, i contadini diventavano sempre più disperati nella loro necessità di terra, fatto che portò a rendite in rapida crescita. A quel tempo, i contadini costituivano fino all'80% della popolazione rumena e circa il 60% di loro possedeva piccole colture o nessuna terra, mentre i grandi proprietari terrieri possedevano più della metà del terreno arabile.
La politica del Partito Nazionale Liberale di incoraggiare le cooperative contadine non ebbe successo, poiché molti proprietari temevano l'organizzazione dei contadini, preferendo affittare a singoli contadini piuttosto che a cooperative. Secondo Ion Lahovari, il ministro conservatore dei domini, un proprietario poteva cacciare un contadino che si rifiutava di pagare l'affitto, ma notò che per cacciare una cooperativa di 500 contadini sarebbe stato necessario un reggimento e il governo avrebbe potuto rifiutarsi di metterlo a disposizione del padrone di casa. Come tale, alla fine del 1907, c'erano solo 103 cooperative di contadini che avevano in uso una quota di 11 118 dei 37 344 ettari, la maggior parte dei quali presi in affitto dallo stato.
Nel 1900, i più grandi proprietari terrieri preferivano vivere nelle città e non volevano preoccuparsi della gestione delle loro proprietà. Pertanto, i contadini non vennero più affittati direttamente dal proprietario terriero, ma subappaltato da un locatore intermedio (arendaș). La caduta del prezzo del grano sui mercati mondiali significava che i locatori avrebbero richiesto affitti sempre più cospicui per far quadrare i conti.
La colpa della rivolta fu inizialmente attribuita agli intermediari ebrei, dato che molti dei locatori erano di origine ebraica, specialmente nella Moldavia settentrionale. La rivolta si diffuse rapidamente verso sud, perdendo parte del suo carattere antisemita e diventando fondamentalmente una protesta contro il sistema di possesso della terra.

## Il corso degli eventi

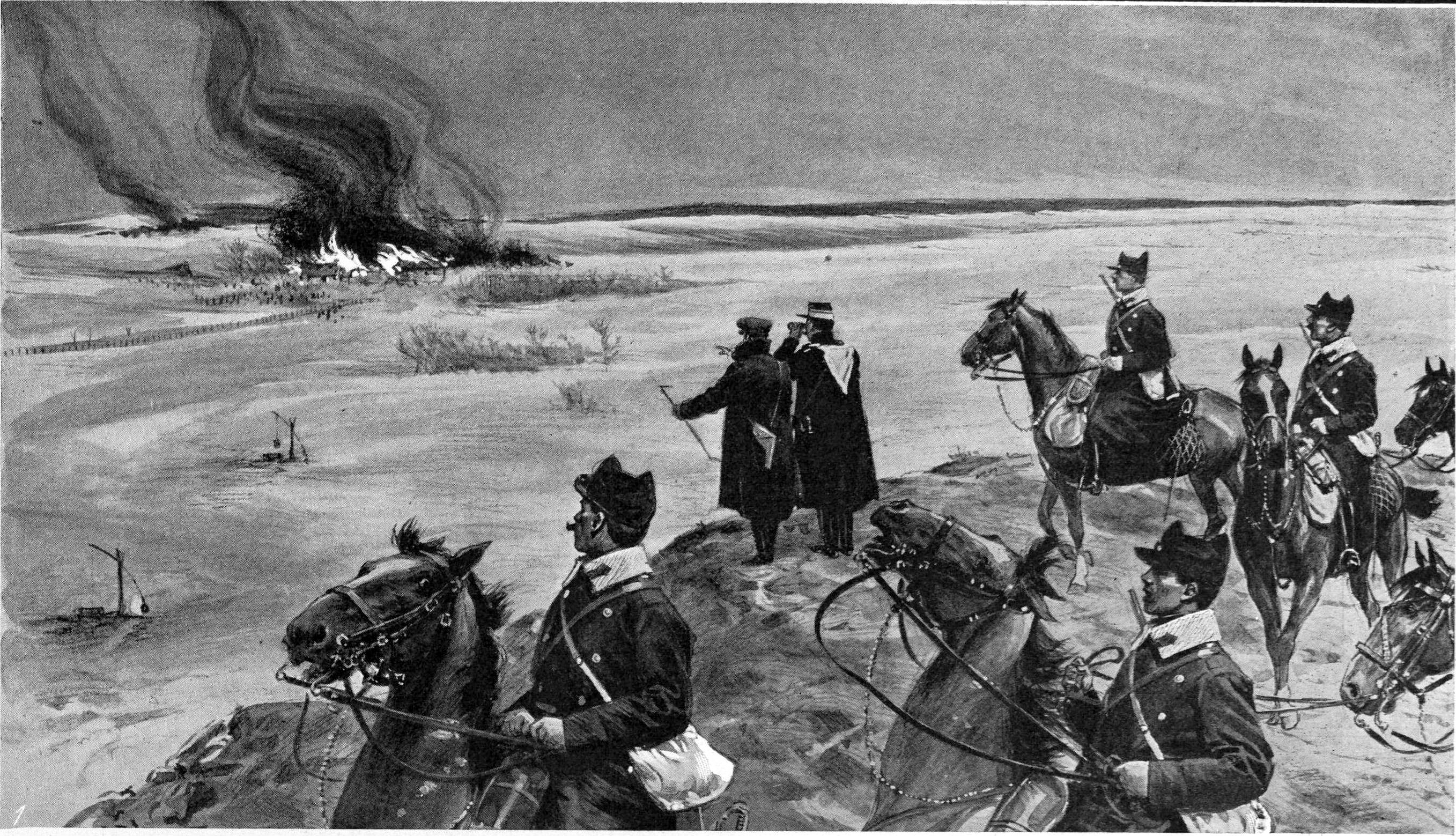
Una pattuglia di cavalleria sorveglia l'incendio delle fattorie dei rivoltosi nei pressi di Bujeu.

La rivolta iniziò sulle terre amministrate da un locatore, Mochi Fischer, nel villaggio di Flămânzi a causa del rifiuto di Fischer di rinnovare le locazioni dei contadini locali. La famiglia ebreo-austriaca di Fischer era solita affittare circa il 75% del terreno coltivabile in tre contee rumene in Moldavia (il cosiddetto "Fischerland").
I contadini, temendo che sarebbero rimasti senza lavoro e, cosa più importante, senza cibo, cominciarono a comportarsi violentemente. Spaventato, Fischer fuggì da un amico a Černivci, lasciando i contadini senza i contratti firmati. La paura di rimanere senza lavoro, unita alle attività di presunti istigatori austro-ungarici, spinse i contadini alla rivolta. La rivolta si diffuse presto in gran parte della Moldavia, con la distruzione di molte proprietà dei proprietari terrieri e la morte o il ferimento di molti locatori. Il governo conservatore, non potendo gestire la situazione si dimise, e i liberali di Dimitrie Sturdza presero il potere.
Il 18 marzo fu dichiarato lo stato di emergenza seguito da una mobilitazione generale, con 140 000 soldati che furono arruolati entro il 29 marzo. L'esercito rumeno iniziò a sparare sui contadini; morirono migliaia di contadini e più di 10 000 vennero arrestati.

## Vittime

### Contadini

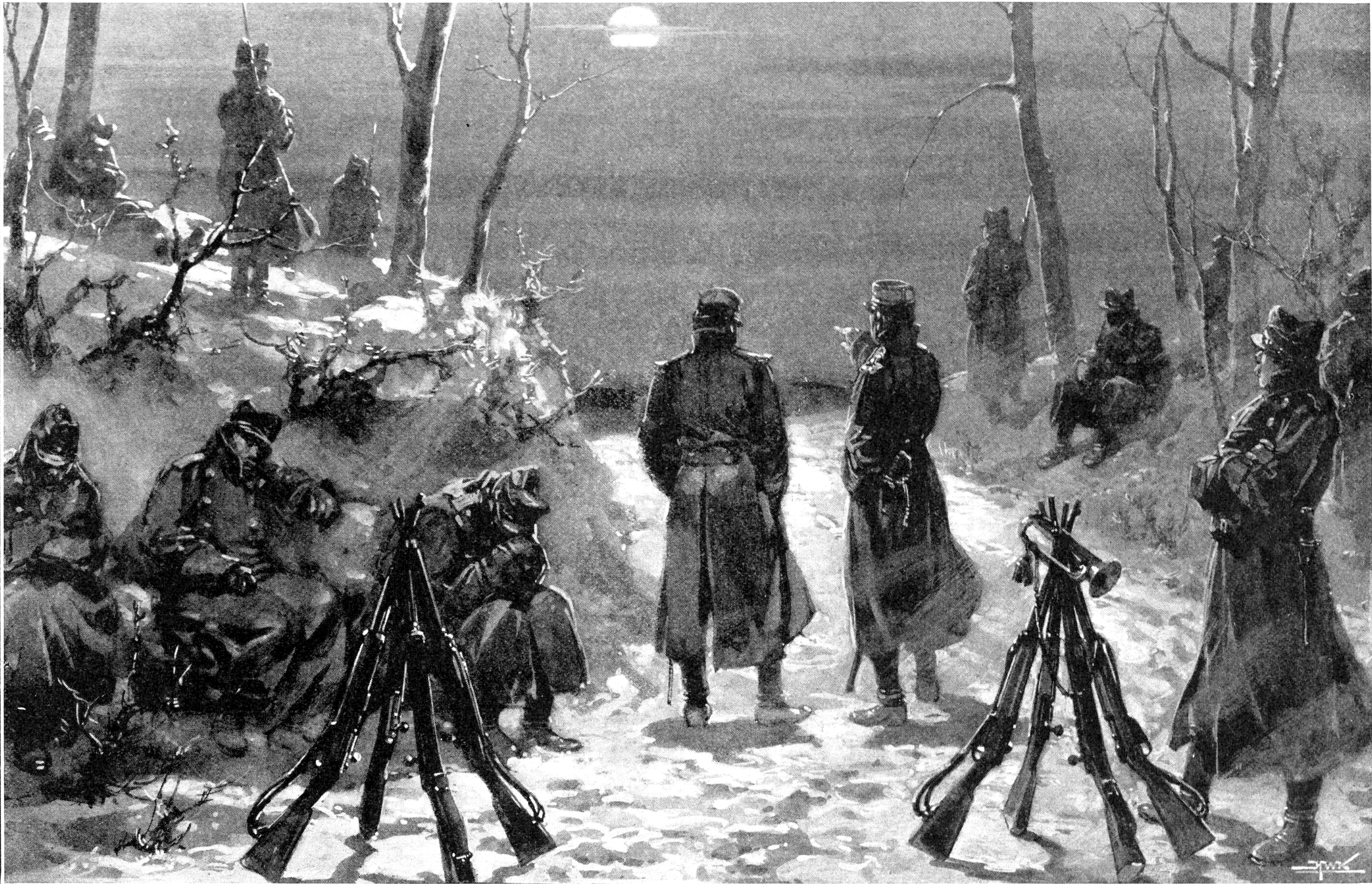
Una vedetta in attesa sulla strada a Brăila per un attacco previsto da parte dei contadini.

Il numero esatto di morti tra i contadini è sconosciuto, e anche il corso degli eventi non è chiaro, poiché il governo, per nascondere la dimensione del massacro, ordinò la distruzione di tutti i documenti relativi all'insurrezione.
Lo storico Markus Bauer fa menzione di una cifra ufficiale di 419 morti molto sottovalutata, mentre una stima non ufficiale, diffusa dalla stampa e ampiamente accettata, di circa 10 000 contadini uccisi, non è mai stata dimostrata. La stessa cifra di 419 morti è stata menzionata da Ion I. C. Brătianu nel parlamento rumeno. I dati disponibili del Primo Ministro Dimitrie Sturdza indicarono 421 morti tra il 28 marzo e il 5 aprile 1907. Nello stesso arco di tempo, circa 112 feriti e 1 751 detenuti. Quotidiani frequentati da Constantin Mille, Adevărul e Dimineața, indicarono una cifra di 12 000-13 000 vittime. In una conversazione con l'ambasciatore britannico a Bucarest, re Carol I menzionò una cifra di "diverse migliaia".
Secondo le cifre fornite dai diplomatici austriaci furono uccisi tra 3 000 e 5 000 contadini, mentre l'ambasciata francese menzionò un numero di morti compreso tra 10 000 e 20 000 Gli storici stimarono le cifre tra 3 000 e 18 000, il più comune bilancio è di 11 000 vittime.

### Esercito
Nella rivolta furono uccisi solo dieci membri dell'esercito: un ufficiale, il tenente I. Niţulescu, ucciso a Stăneşti, due sergenti e sette soldati. Altri quattro rimasero feriti: un ufficiale, il capitano Grigore Mareş, anch'egli ferito a Stăneşti, due sergenti e un soldato. Settantacinque soldati del quinto reggimento Dorobanţi ("Vlaşca") apparvero davanti ai tribunali militari e accusati di rivolta; 61 vennero condannati ai lavori forzati per tutta la vita e a 14 furono inflitti 5 anni di carcere.

## Conseguenze

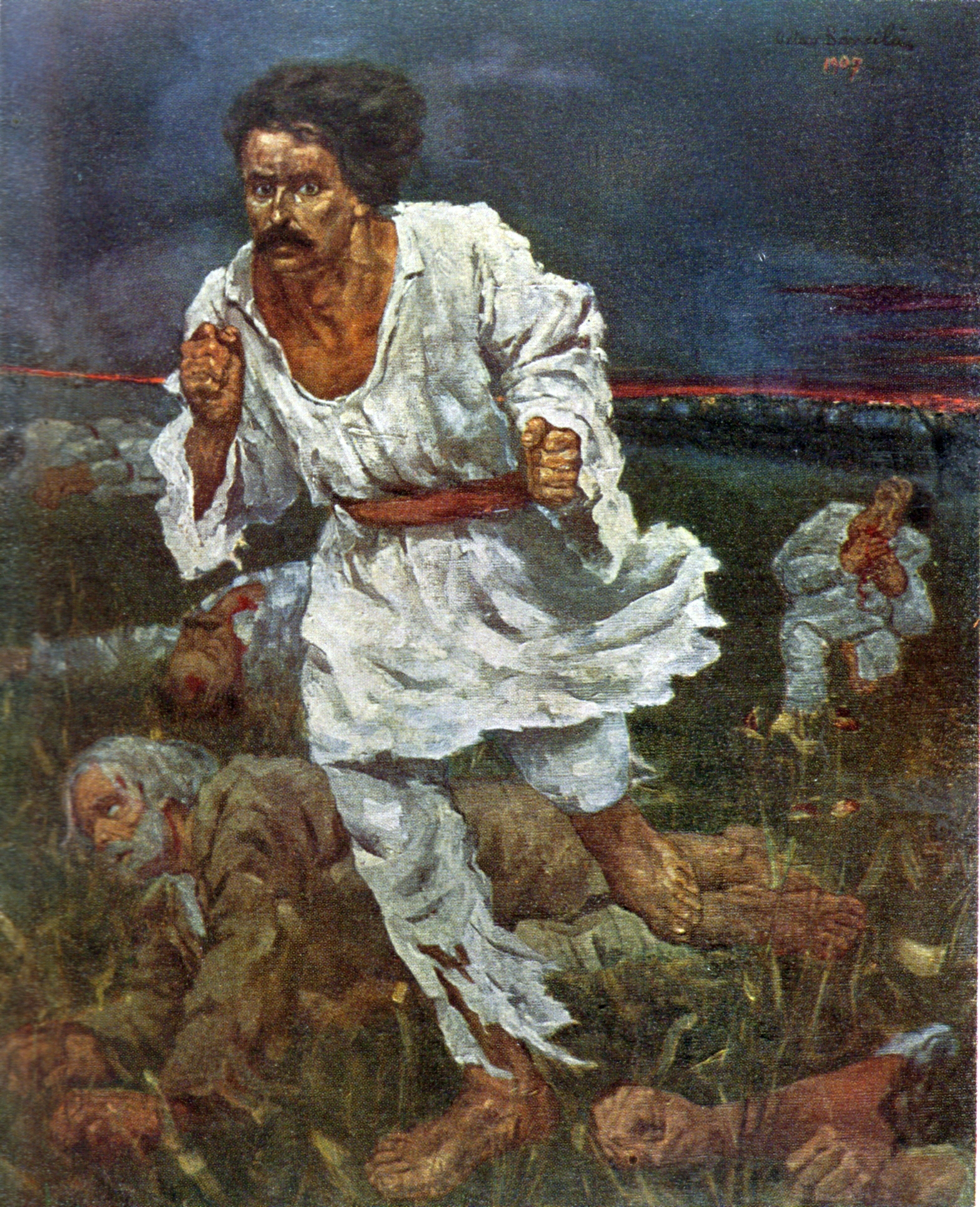
L'iconico dipinto "1907" di Octav Băncilă

Molti intellettuali, tra cui Nicolae Iorga, Alexandru Vlahuţă, Ion Luca Caragiale, Constantin Stere, Constantin Dobrogeanu-Gherea e Radu Rosetti, protestarono contro il violento intervento delle forze repressive. Altri sottolinearono che il governo aveva una responsabilità speciale per il destino dei contadini e del paese in generale, e quindi era necessaria una soluzione urgente alla "questione contadina".
In seguito alla rivolta, il governo liberale iniziò una campagna per reprimere ogni tipo di organizzazione politica dei contadini Molti insegnanti, preti e altri intellettuali di campagna furono arrestati, così come gli attivisti a suffragio universale Vasile M. Kogălniceanu e Alexandru Vălescu, che furono considerati istigatori della rivolta.
Il governo mise in atto anche una serie di riforme per dare sollievo ai contadini, ma senza espropriare i proprietari terrieri. La legge del 23 dicembre 1907 sui contratti agricoli limitò il grado in cui i contadini potevano essere sfruttati dai proprietari terrieri e locatori: fissò i prezzi massimi per i contratti di locazione delle terre, stabilì salari minimi per i contadini che lavoravano nelle proprietà dei proprietari e creò la Casa Rurală , una banca che avrebbe dovuto aiutare i contadini a comprare lotti di 5 ettari dai proprietari terrieri. Una legge approvata il 12 aprile 1908 vietò a chiunque di affittare più di 4000 ettari contemporaneamente.

## Eredità
Gli eventi continuarono a risuonare nella coscienza rumena e furono oggetto di uno dei migliori romanzi del periodo tra le due guerre, Răscoala ("La rivolta"), di Liviu Rebreanu, pubblicato nel 1932. Un film basato sul libro, Răscoala, fu prodotto nel 1965. La rivolta fu anche il soggetto di un dipinto di Octav Băncilă e di una statua monumentale che può ancora essere vista a Bucarest.